# 2008 en informatique
2007 en informatique - 2008 - 2009 en informatique
Cet article présente les faits marquants de l'année 2008 en informatique.

## Événements
- Les plus puissants supercalculateurs ont dépassé la barre du TFLOPS (voir l'article TOP500).
- Les ultraportables envahissent le marché informatique.
- 16 janvier : Sun Microsystems achète MySQL.
- 28 janvier : Nokia achète Trolltech.
- Début février : Apple Inc. sort son nouvel ordinateur portable : le MacBook Air, qui est "le portable le plus fin au monde" selon la firme.
- 12 février : Sun Microsystems achète InnoTek et devient donc propriétaire du logiciel Virtualbox.
- 3 mars : Bull rejoint la Climate Savers Computing Initiative.
- Au mois d'avril: Seagate annonce livrer son milliardième disque dur
- 23 juillet : ouverture au public de l'encyclopédie en ligne Knol de Google.
- novembre 2008 : présentation de l'idée du Bitcoin

## Publications
- Phrack
  - Le soixante-cinquième numéro du magazine électronique underground Phrack est publié le 12 avril.
  - L'appel à contribution du soixante-sixième numéro est publié le 28 août.

## Standards
- Le format Open XML devient une norme ISO.

## Logiciel
- Sorties du noyau Linux :
  - 2.6.24 le 24 janvier[1]
  - 2.6.25 le 16 avril[2]
  - 2.6.26 le 13 juillet[3]
  - 2.6.27 le 9 octobre[4]
  - 2.6.28 le 24 décembre[5]
- Sorties de distribution Linux :
  - Fedora sort en version :
    - 9 le 13 mai
    - 10 le 25 novembre

  - Gentoo Linux  sort en version 2008.0 le 6 juillet
  - Mandriva Linux sort en version :
    - 2008.1 le 9 avril
    - 2009.0 le 9 octobre

  - OpenSUSE sort en version :
    - 11.0 le 19 juin
    - 11.1 le 18 décembre

  - Slackware sort en version :
    - 12.1 le 2 mai
    - 12.2 le 10 décembre

  - Ubuntu sort en version :
    - 8.04 LTS le 24 avril
    - 8.10 le 30 octobre
- FreeBSD sort en version 7.0 le 27 février
- NetBSD sort en version 4.0.1 le 14 octobre
- OpenBSD sort en version :
  - 4.3 le 1er mai
  - 4.4 le 1er novembre
- OpenSolaris sort en version :
  - 2008.05 le 5 mai
  - 2008.11 le 1er décembre
- KDE sort en version :
  - 4.0 le 11 janvier
  - 4.1 le 29 juillet
- Mercurial sort en version 1.0 le 24 mars
- Mozilla Firefox sort en version 3.0 le 17 juin
- Wine sort en version 1.0 le 17 juin
- OpenOffice.org sort en version 3.0 le 13 octobre
- Le langage python sort en version 3.0 le 3 décembre
- Sortie de Windows Server 2008 et Microsoft SQL Server 2008

## Matériel
- processeurs :
  - Intel sort les Core 2 gravés en 45 nm (et les premiers modèles Nehalem en fin d'année)
  - AMD sort les Phenom gravé en 65 nm